# Quille de roulis

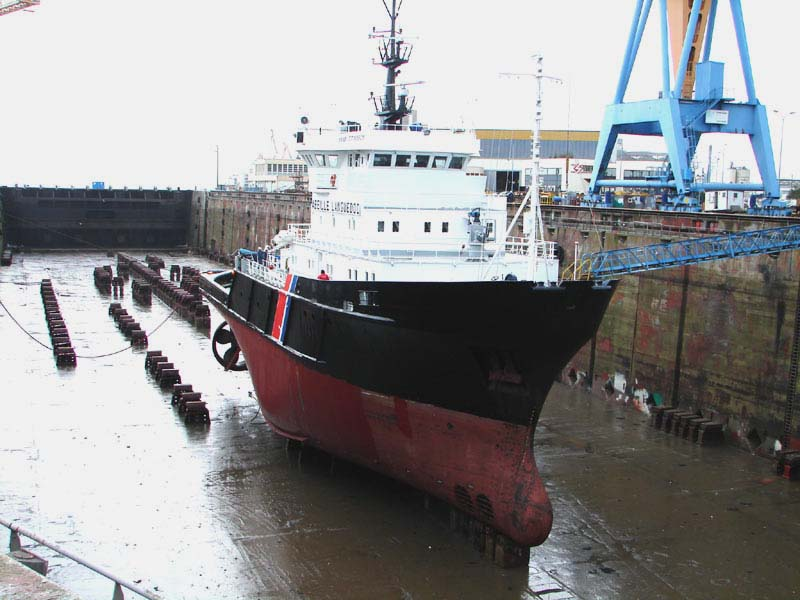
La quille de roulis est visible sur l’Abeille Languedoc en cale sèche à Brest.

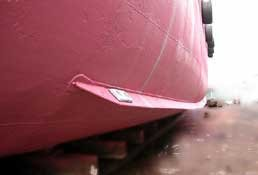
Quille de roulis.

Une quille de roulis est un appendice de la coque d'un bateau, constitué d'un plan mince disposé dans le sens de la longueur au niveau du bouchain sur chaque bord.
Les quilles de roulis servent à ralentir le passage des filets d'eau lors d'un mouvement de roulis et donc à amortir ce dernier. Elles sont employées surtout sur les navires étroits (comme les frégates) ou ceux trop petits pour disposer d'un système anti-roulis plus efficace (comme les remorqueurs).